# Phlebotomus rodhaini
Phlebotomus rodhaini är en tvåvingeart som beskrevs av Aimé Georges Parrot 1930. Phlebotomus rodhaini ingår i släktet Phlebotomus och familjen fjärilsmyggor. Inga underarter finns listade i Catalogue of Life.